# Tristan Lecomte
Tristan Lecomte (nascido a 17 de outubro de 1973 em Reims) é o fundador da Alter Eco e da PUR Projet.

## Biografia
Nascido em Reims em 1973, filho de pai militar e mãe professora de inglês, formou-se na HEC Paris em 1996. Nos mesmos anos, em 1993, criou a associação Solidarité France Nepal, uma associação de estudantes de Direito de 1901 para fins humanitários.
Fez a sua estreia na L'Oréal na Coreia do Sul. Em 1998, fundou a Alter Eco, uma marca pioneira no comércio justo e biológico, e conseguiu distribuí-la através da Monoprix. Liderou a empresa de 1998 a 2011.
A partir de 2007, lançou projetos via agrofloresta. Esta abordagem levou-o a fundar em 2008 a PUR Projet, uma empresa que desenvolve projetos de regeneração e preservação de ecossistemas em parceria com as comunidades locais, e apoia empresas que utilizam a abordagem Insetting, que consiste em compensar dentro da sua cadeia de valor todos os impactes da sua actividade ligada ao desenvolvimento sustentável. Desde o final de 2013, coordena o desenvolvimento da Plataforma Internacional de Insetting (IPI) que visa ajudar no desenvolvimento e certificação de projetos de Insetting em todo o mundo.
Para a edição de 2014 dos prémios Pinóquio, a ONG Amigos da Terra nomeou a sua empresa PUR Projet na categoria Greenwashing, questionando um dos projetos operados pela empresa social, relacionado com a conservação florestal (REDD+) no Peru. Esta nomeação deu origem a um aceso debate entre as duas entidades, opondo duas visões divergentes do desenvolvimento sustentável. Em 2016, graças ao esforço das comunidades locais e das autoridades públicas, este projeto de conservação foi classificado pela UNESCO numa área mais vasta como “Reserva Natural”.
É membro do conselho de administração da Fundação Chirac para a Paz e presidente da Associação Fermes d’Avenir.

## Prêmios
- Young Global Leaders
- Companheiro da Ashoka